# Phyllota diffusa
Phyllota diffusa là một loài thực vật có hoa trong họ Đậu. Loài này được (Hook.f.) F.Muell. miêu tả khoa học đầu tiên.